# Alte Synagoge (Dortmund)

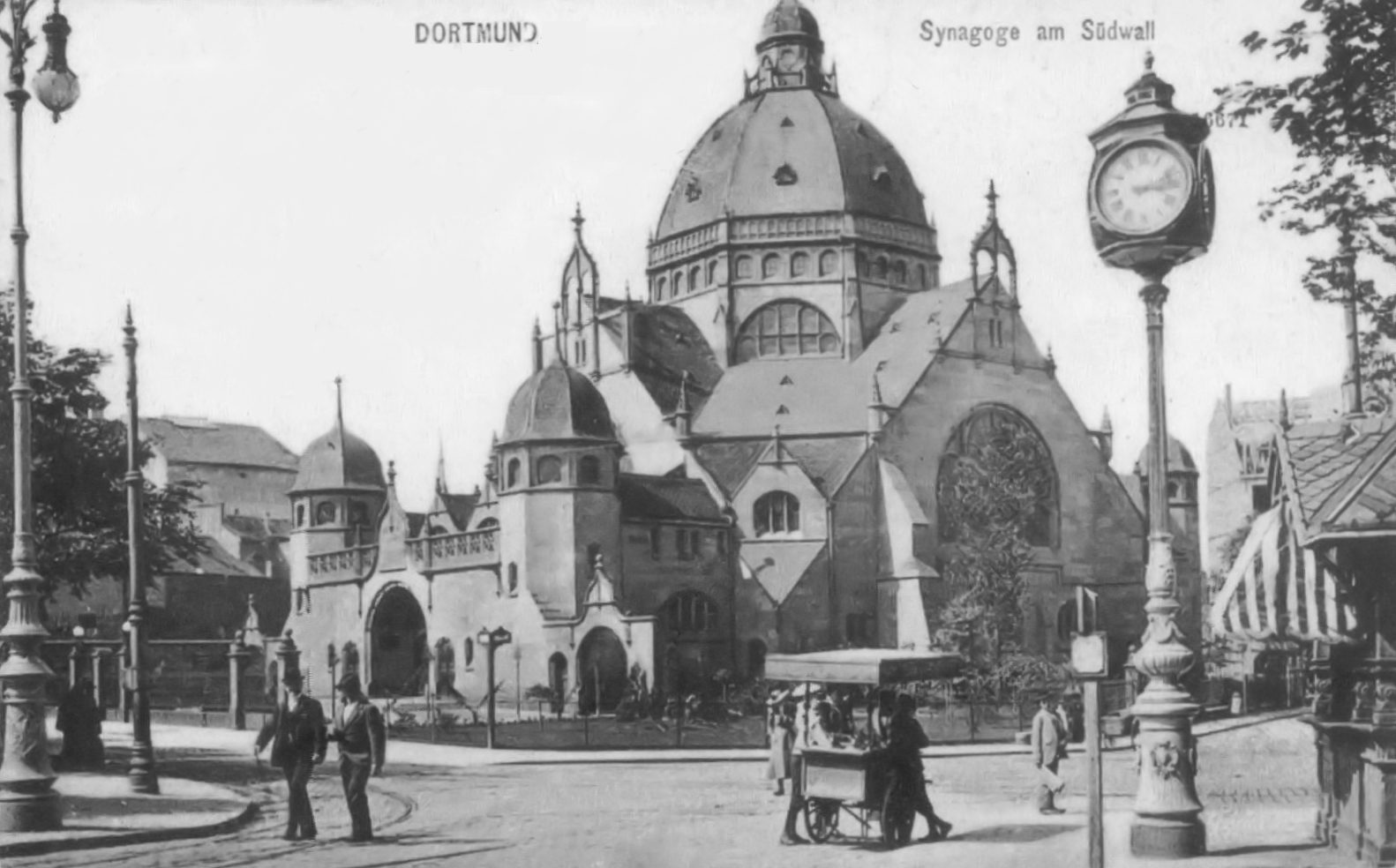
Die alte Dortmunder Synagoge auf einer Ansichtskarte von 1905

Die alte Dortmunder Synagoge auf einer Ansichtskarte um 1907

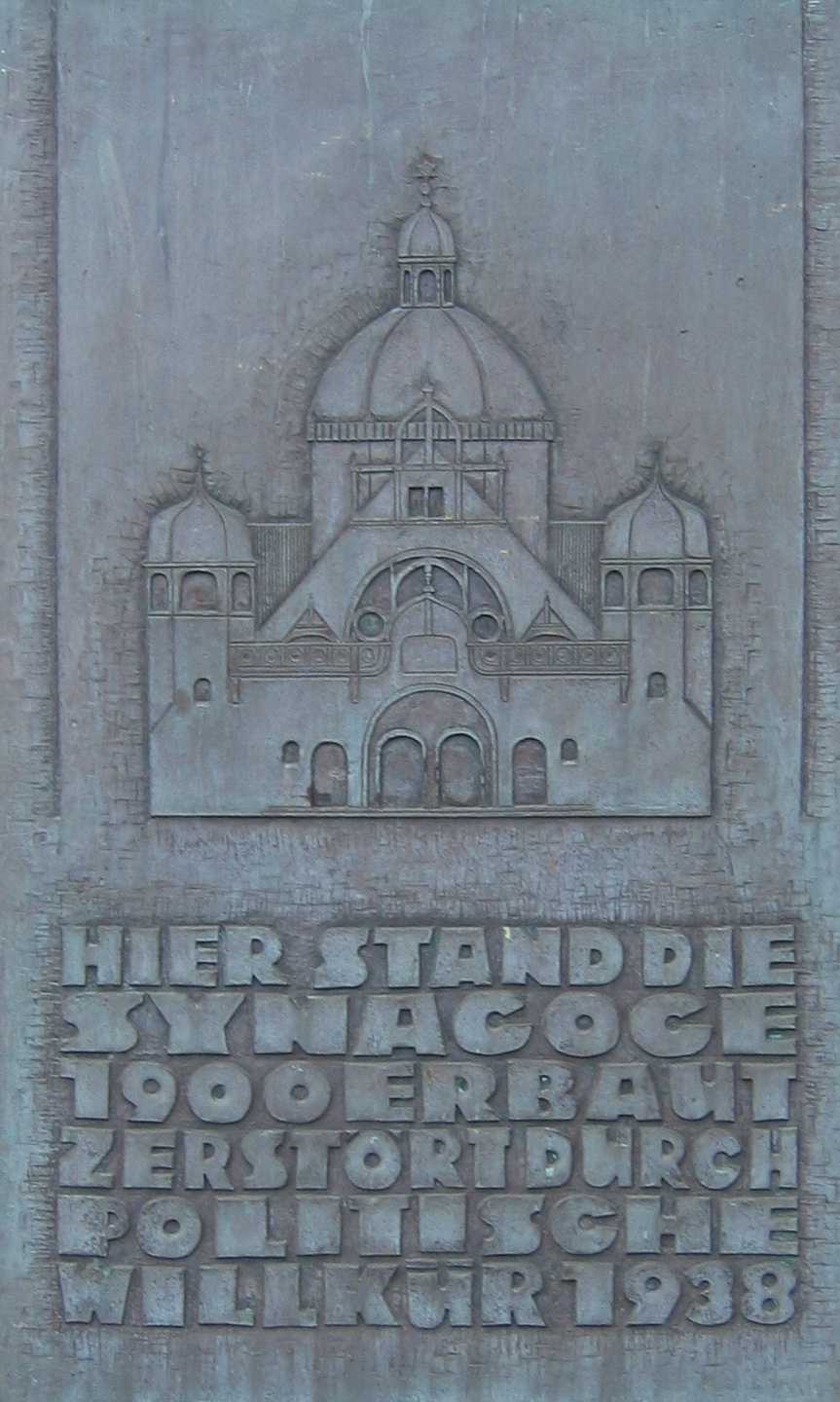
Gedenktafel an den Standort der Alten Synagoge Dortmund auf dem Theatervorplatz

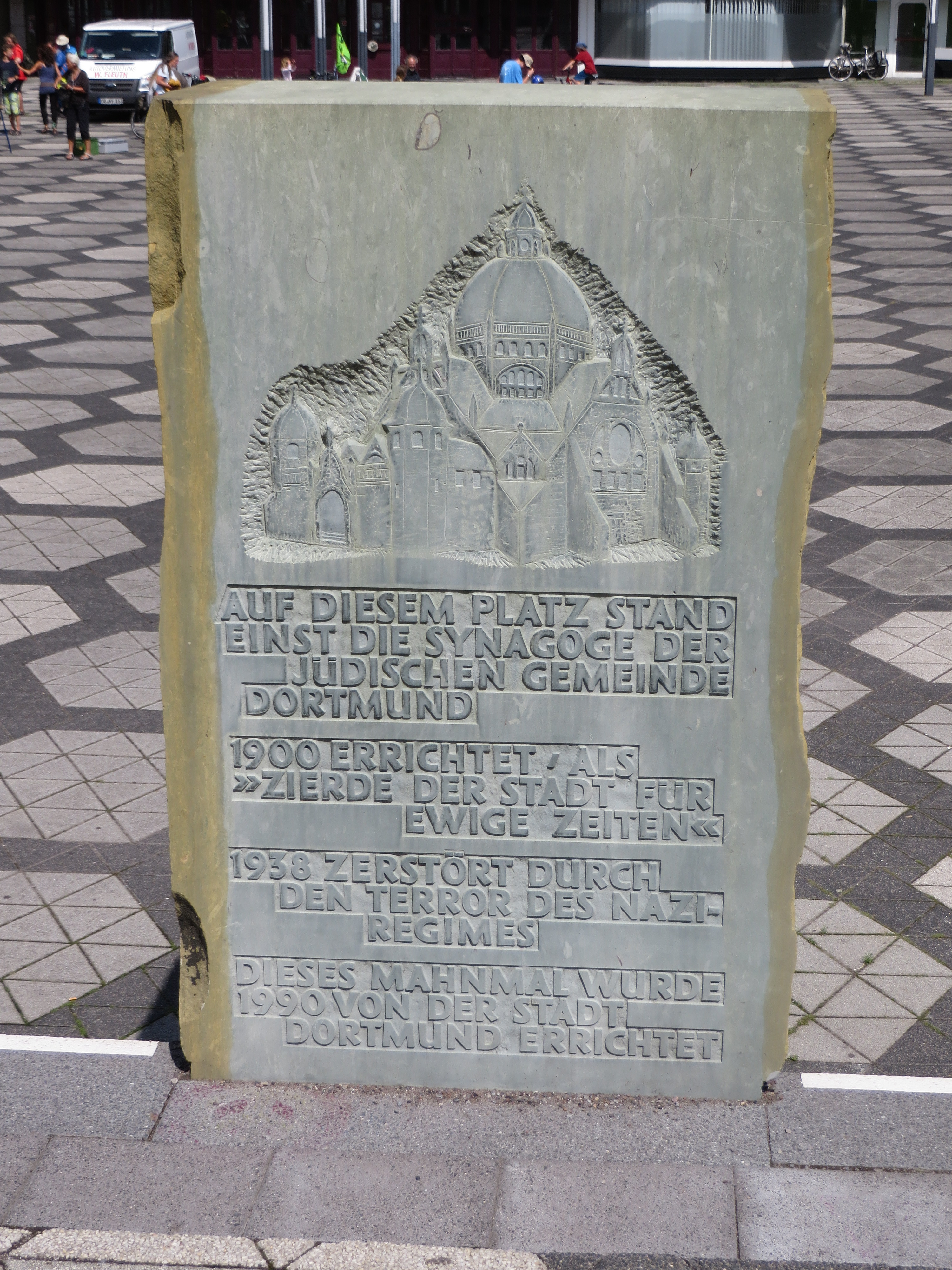
Gedenkstein für die Alte Synagoge, Südseite

Die Alte Synagoge Dortmund war von 1655 bis 1938 die zentrale Kult- und Betstätte der Jüdischen Gemeinde in Dortmund.

## Geschichte
Schon für das Mittelalter ist die Ansiedlung von Juden in Dortmund urkundlich belegt. Man betete damals in einem eigenen Bethaus mit Mikwe. Lutherische Prediger forderten zum Ende des 16. Jahrhunderts die Vertreibung der Juden aus den protestantischen Städten und Territorien, die in Dortmund 1596 vollzogen wurde. Erst in der ersten Hälfte des 19. Jahrhunderts siedelten sich wieder Juden in größerer Zahl an. Das erste Bethaus befand sich am Wüstenhof. Nachdem die Gemeinde bis 1870 auf mehr als 2000 Mitglieder angewachsen war, wurde der Wunsch nach einem großen repräsentativen Gebäude laut.
Am Hiltropwall, dem heutigen Standort des Dortmunder Theaters, konnte ein Grundstück in zentraler Lage erworben werden. Im Gegensatz zu vielen anderen Gemeinden errichtete man die Synagoge nicht im maurischen Stil, sondern orientierte sich in der Architektur an der gegenüberliegenden Oberpostdirektion, die 1895 im neugotischen Baustil errichtet wurde. In einem Architekturwettbewerb setzte sich der als Regierungsbaumeister in der preußischen Bauverwaltung in Berlin tätige Architekt Eduard Fürstenau mit seinem Entwurf durch. Die zeitgenössisch als sehr bunt empfundene Ausstattung stammte von dem Kirchenmaler und Mosaizisten August Oetken. Die Synagoge wurde auch mit einer Orgel ausgestattet, die von der Firma E. F. Walcker & Cie. 1900 erbaut wurde und über drei Manuale, Pedal und 40 Register verfügte. 1907 wurde sie noch erweitert um ein Fernwerk mit 10 Registern.
Die Eröffnung der Synagoge wurde am 8. Juni 1900 gefeiert. Bei der Beschreibung des Sakralbaus und seiner Ausstattung wurde auch die prächtige Orgel der Synagoge erwähnt, die auf der Sängerempore oberhalb des Allerheiligsten ihren Platz gefunden hatte... Nach der feierlichen Schlüsselübergabe und der Öffnung der Pforte schritten die Geistlichen und die Träger der Thora-Rollen in das Gotteshaus, in dem sich die Gemeinde bereits versammelt hatte, und wurden „umrauscht von den herrlichen Klängen eines Orgelpräludiums“. Der damalige Dortmunder Oberbürgermeister Karl Wilhelm Schmieding sprach in einem Grußwort von einer „Zierde für die Stadt, für Jahrhunderte erbaut“. Mit 1300 Plätzen, davon 750 für Männer reservierte Sitzplätze im Erdgeschoss und 450 Plätze für Frauen auf den Emporen des Kuppelbaus, war die Synagoge zu ihrer Zeit eines der größten jüdischen Bethäuser in Deutschland. Das Grußwort des Oberbürgermeisters sollte sich jedoch nicht bewahrheiten.
Nach der „Machtergreifung“ der Nationalsozialisten 1933 wähnte sich Dortmund auf dem Weg zur Hauptstadt eines Gaus Westfalen mit entsprechenden Prunkbauten im Sinne der nationalsozialistischen Ideologie. Die örtliche Leitung der NSDAP bezog gegenüber der Synagoge Quartier und zwang die jüdische Kultusgemeinde aus angeblich städtebaulichen Gründen zum Verkauf des Grundstücks. Die Kaufsumme wurde nach dem vermeintlichen Kauf beschlagnahmt. Noch vor den Novemberpogromen 1938 begann am 18. Oktober 1938 die Demontage. Maßgeblich am Abriss der Synagoge beteiligt war der Leiter des Kreisverbands der NSDAP in Dortmund Friedrich Hesseldieck. Am 21. September wurde im Rahmen einer „Feierstunde“ die vergoldete Kugel auf der Kuppel entfernt und im Dezember 1938 war der Abriss vollzogen.
Seit 1998 heißt der Theatervorplatz offiziell Platz der Alten Synagoge. Es wurden ein Gedenkstein und eine etwa 120 × 60 Zentimeter große Gedenktafel errichtet.
Auf Dortmunder Stadtgebiet gab es zwei weitere repräsentative Synagogen in den Stadtteilen Hörde und Dorstfeld. Beide wurden in der Pogromnacht geschändet und zerstört.